# Karlo Vitelli
Karlo Vitelli (1628. − 1687.), hrvatski profesor iz Rijeke. Nepravedno nije poznat široj javnosti, jer je među prvim hrvatskim profesorima na inozemnim sveučilištima. Predavao je filozofiju na učilištu u Celovcu.